# Agulla paramerica
Agulla paramerica är en halssländeart som beskrevs av U. Aspöck 1982. Agulla paramerica ingår i släktet Agulla och familjen ormhalssländor. Inga underarter finns listade i Catalogue of Life.